# Frisk Asker
Frisk Asker – norweski klub hokejowy z siedzibą w Asker.

## Sukcesy
- Złoty medal mistrzostw Norwegii: 1975, 1979, 2002, 2019
- Srebrny medal mistrzostw Norwegii: 2017

## Zawodnicy
Kadra w sezonie 2016/2017
Na podstawie materiału źródłowego:
| Bramkarze: - Nicklas Dahlberg - Kenneth Helgesson Obrońcy: - Oskar Nilsson A - Max Krogdahl - Jimmy Andersson - Nick Pageau - Nicolay Andresen - Dag Christian Frøystad - Henrik Ødegaard A - Christian Kåsastul - Nils Fuglesang |  | Napastnicy: - Fredrik Lystad Jacobsen - Endre Medby - Mathias Saksvik Baar - Vinny Saponari - Marius Nesse - Ryan Hayes - Mats Henriksen - Anders Bastiansen A - Jonas Berglund - Joachim Svensson - Marius Carho Hansen - Petter Kristiansen C - Torstein Nordrum - Mikkel Christiansen - Viktor Granholm - Esbjørn Leiv Fogstad Vold |